# Gotland Grand National
La Gotland Grand National, abreujada GGN, és una prova anual d'enduro del tipus Cross Country, una de les més prestigioses de les que es disputen a Suècia i considerada la més gran del món dins aquesta modalitat, que s'inspira en el Grand National Cross Country dels Estats Units. La prova es disputa des de 1984 al camp de maniobres militars de Tofta, uns 8 km al sud de Visby, a l'illa de Gotland. Organitzada per Nordic Sport & Event i els motoclubs GMF Speedwayklubb i FMCK Gotland, la prova es va celebrar el dia de Tots Sants fins al 2013 i des del 2014 es fa el cap de setmana anterior. L'any 2000 es va superar la xifra de 2.000 participants.
La GGN forma part, juntament amb la Stångebroslaget i la Ränneslättsloppet, del campionat Svensk Enduroklassiker. Originàriament era una prova de gran duresa (el 2018 va formar part del campionat del món de Hard Enduro), però recentment se n'han suavitzat les característiques per tal de permetre-hi la participació de més competidors. El 2023 serà l'últim any que la prova es disputi al camp de maniobres de Tofta, ja que a causa de la propera entrada de Suècia a l'OTAN, les Forces Armades hauran de poder fer servir el camp de tir durant tot l'any.

## Categories
Des del 2008, els participants es divideixen en nou categories o "classes", totes per a pilots amb motocicletes d'enduro o motocròs de les categories E1 a E3 i MX1 a MX3. El 2010 es va celebrar per primer cop la Lilla GGN ("GGN Petita"), reservada a joves de 12 a 16 anys, i hi van participar 55 pilots. A partir del 2014 s'hi van afegir més classes i una per a pilots veterans. El 2015 s'hi va introduir una classe per a motos elèctriques.
Categories principals
- Elit/bredd (Elit obert)
- Elit/damer (Elit per a dones)
- Senior
- Junior
- Damer (dones)
- Militär (els oficials i instructors de l'exèrcit suec hi competeixen amb motocicletes militars del model Husqvarna 258)
- Veteran
- El (motos elèctriques)

Categories per edats
- Motion 1: menors de 29 anys
- Motion 2: de 30 a 39 anys
- Motion 3: de 40 a 49 anys
- Motion 4: de 50 a 59 anys
- Motion 5: a partir de 60 anys

## Llista de guanyadors absoluts

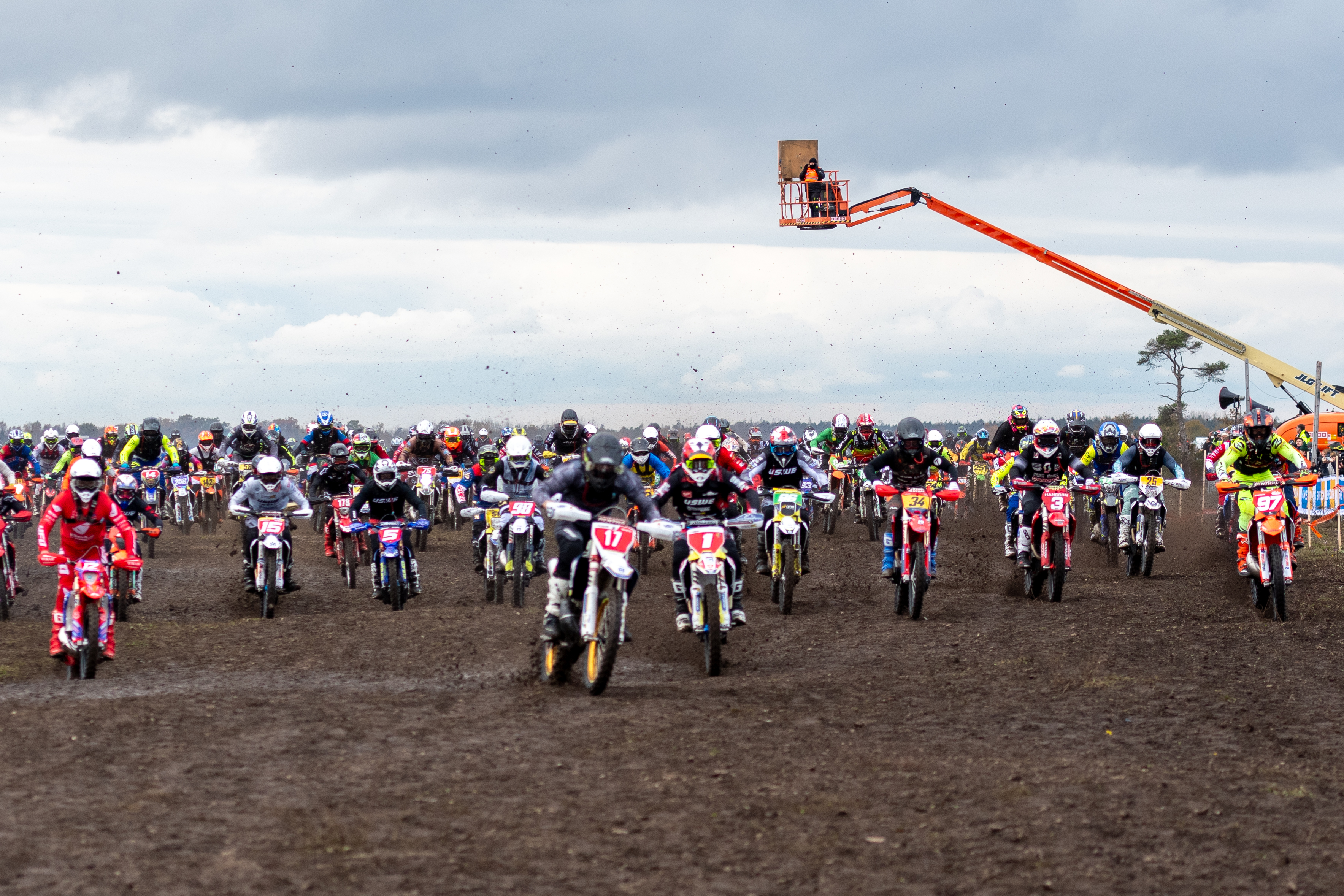
Sortida de la classe Elit el 2023

A 27 d'octubre de 2024
| Any  | Guanyador         | Club           |
| ---- | ----------------- | -------------- |
| 1984 | Per Grönberg      | Västerås MK    |
| 1985 | Dick Wicksell     | SMK Uppsala    |
| 1986 | Peter Hansson     | Tibro MK       |
| 1987 | Thomas Gustavsson | Tibro MK       |
| 1988 | Peter Hansson     | Tibro MK       |
| 1989 | Peter Hansson     | Tibro MK       |
| 1990 | Peter Hansson     | Tibro MK       |
| 1991 | Joachim Hedendahl | MC Alingsås    |
| 1992 | Joachim Hedendahl | MC Alingsås    |
| 1993 | Peter Hansson     | Tibro MK       |
| 1994 | Joachim Hedendahl | MC Alingsås    |
| 1995 | Joachim Hedendahl | MC Alingsås    |
| 1996 | Joachim Hedendahl | MC Alingsås    |
| 1997 | Mats Nilsson      | SMK Dala       |
| 1998 | Joachim Hedendahl | MC Alingsås    |
| 1999 | Kenneth Gundersen | NMK Oslo       |
| 2000 | Kenneth Gundersen | NMK Oslo       |
| 2001 | Jonas Edberg      | Huskvarna MK   |
| 2002 | Mats Nilsson      | SMK Dala Falun |
| 2003 | Kenneth Gundersen | Crossover MC   |
| 2004 | Mats Nilsson      | SMK Dala Falun |
| 2005 | Samuli Aro        | -              |
| 2006 | Mats Nilsson      | SMK Dala Falun |
| 2007 | Mats Nilsson      | SMK Dala Falun |
| 2008 | Mats Nilsson      | SMK Dala Falun |
| 2009 | Mats Nilsson      | SMK Dala Falun |
| 2010 | Mats Nilsson      | SMK Dala Falun |
| 2011 | Pierre Renet      | -              |
| 2012 | Pierre Renet      | -              |
| 2013 | Pierre Renet      | -              |
| 2014 | Pierre Renet      | -              |
| 2015 | Josh Strang       | -              |
| 2016 | Kenneth Gundersen | -              |
| 2017 | Kjetil Gundersen  | -              |
| 2018 | Albin Elowson     | FMCK Skövde    |
| 2019 | Filip Bengtsson   | Vimmerby MS    |
| 2020 | Mikael Persson    | Karlskoga EK   |
| 2021 | Mikael Persson    | Karlskoga EK   |
| 2022 | Albin Elowson     | FMCK Skövde    |
| 2023 | Albin Elowson     | FMCK Skövde    |
| 2024 | Max Ahlin         |                |